# Strophius levyi
Strophius levyi är en spindelart som beskrevs av Soares 1943. Strophius levyi ingår i släktet Strophius och familjen krabbspindlar. Inga underarter finns listade i Catalogue of Life.